# Защита паха

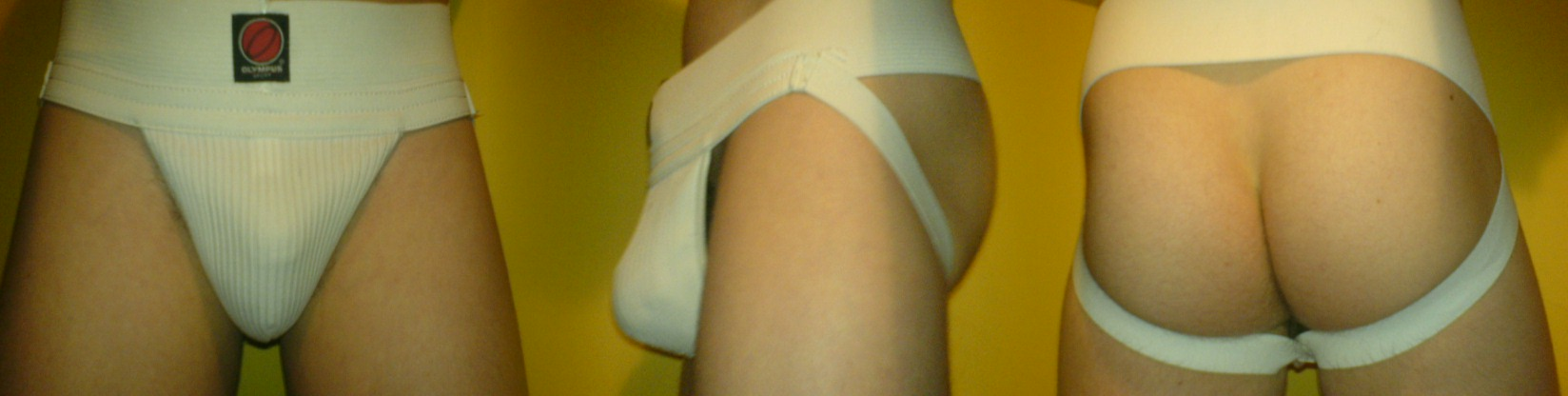

Защита паха (также раковина, ракушка) — обязательный элемент защиты хоккеиста, кикбоксера. Представляет собой пластиковую раковину специальной формы. Предназначена для защиты паховой области (главным образом половых органов) от различных травм. В зависимости от конструкции закрепляется с помощью специальных ремешков или встраивается в специальные трусы, надеваемые под защитные шорты. В зависимости от размера, бывают двух типов — взрослые и юниорские. Также существует женский тип ракушки.